# Cerapachys natalensis
Cerapachys natalensis é uma espécie de formiga do gênero Cerapachys.